# Caroline Elkins

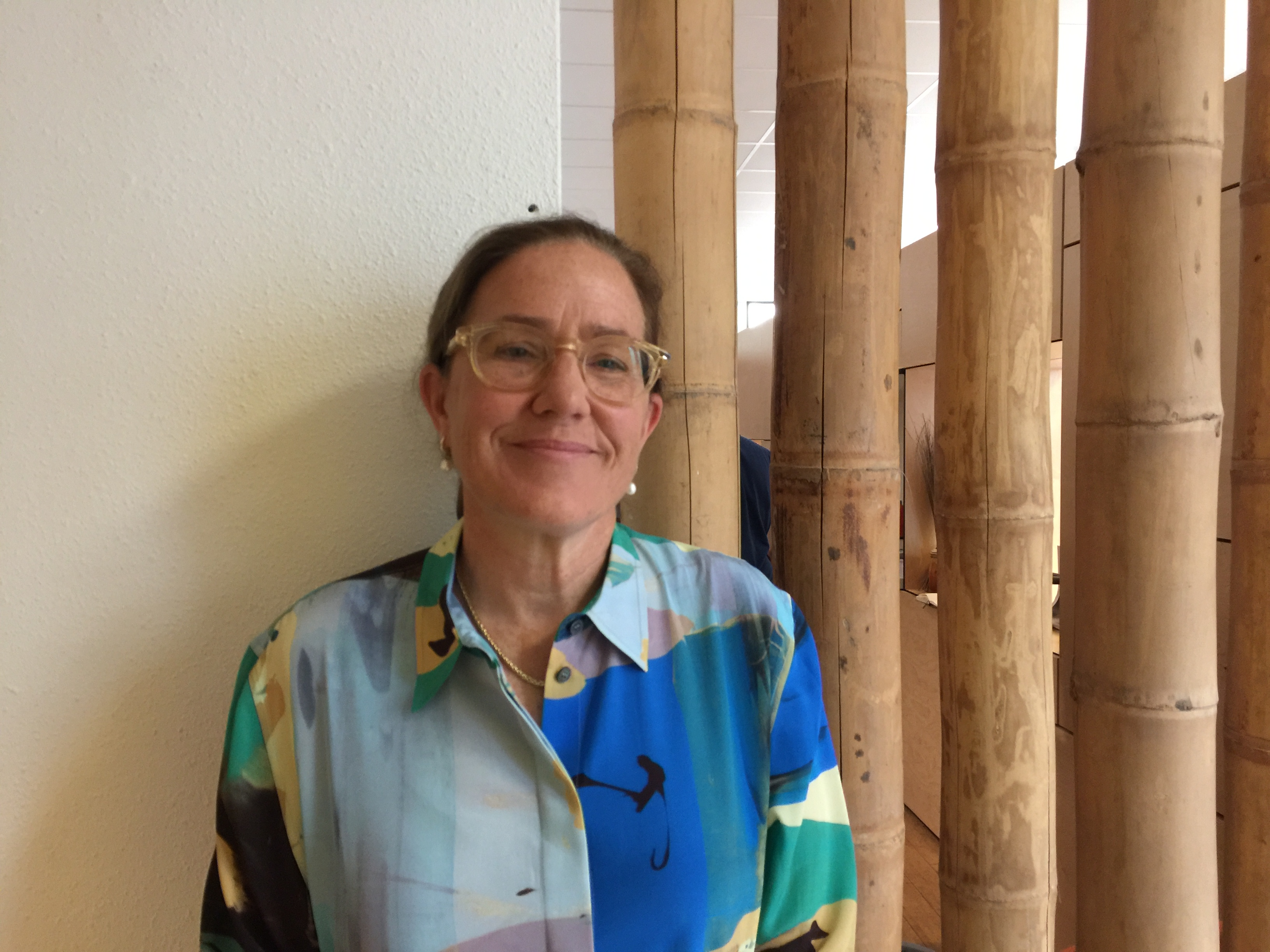
Elkins (2023)

Caroline M. Elkins (geb. Fox; * 30. Mai 1969 in Ocean Township, New Jersey) ist eine US-amerikanische Historikerin und Afrikawissenschaftlerin. Sie ist Professorin für Geschichte, Afrikastudien und African American Studies an der Harvard University.
Sie erhielt den Bachelor mit der Note summa cum laude in Geschichte an der Princeton University, worauf sie an der Harvard University den Master und 2001 den Doktortitel erwarb. Seitdem lehrt sie dort und hat seit 2009 eine volle Professur. Sie war Gastprofessorin am Radcliffe Institute und Gründungsdirektorin des Harvard’s Center for African Studies, inzwischen eines der größten Forschungsinstitute zu Afrika. Sie ist auch an der Harvard Business School und der Harvard Law School tätig.
Ihr Buch Imperial Reckoning: The Untold Story of Britain’s Gulag in Kenya (2005) gewann den Pulitzerpreis 2006 für Sachbücher. Umstritten unter den Historikern war ihre Methode, die auch Oral History und Feldforschung umfasste. Das Buch führte auch zu Protesten gegen die britische Regierung von ehemaligen Internierten aus dem Mau-Mau-Aufstand in Kenia in den 1950er Jahren. Bereits 2002 wurde aus dem gesammelten Material eine BBC-Dokumentation erstellt: Kenya: White Terror. Sie gewann 2003 den Preis des Internationalen Roten Kreuzes auf dem Festival de Télévision de Monte-Carlo. Das Vereinigte Königreich hat sich für die Misshandlung 2013 entschuldigt und Entschädigungen angeboten. Das Buch Legacy of violence (2022) setzt die kritische Betrachtung der Geschichte des British Empire im 20. Jahrhundert fort: vom Zweiten Burenkrieg, über den Irischen Unabhängigkeitskrieg, zum Massaker von Amritsar 1919, zum Palästinakampf, zum antikommunistischen Guerillakrieg in Malaysia nach 1945.

## Schriften
- Legacy of violence : a history of the British empire, Alfred A. Knopf, New York, 2022, ISBN 978-030727242-3.
- Imperial Reckoning: The Untold Story of Britain’s Gulag in Kenya, Henry Holt/Jonathan Cape, 2005, ISBN 0-8050-8001-5.
- Britain’s gulag : the brutal end of empire in Kenya, Jonathan Cape, London, 2005, ISBN 978-022407363-9.
- mit Susan Pedersen (Hrsg.): Settler Colonialists in the 20th Century: Projects, Practices, Legacies, Routledge, 2005, ISBN 9780415949422.
- Detention, Rehabilitation, and the Destruction of Kikuyu Society. In: Odhiambo, Lonsdale (Hrsg.): Mau Mau and Nationhood: Arms, Authority and Narration, Oxford: James Currey, 2003, S. 191–226
- The Struggle for Mau Mau Rehabilitation in Late Colonial Kenya. In: International Journal of African Historical Studies, 33, 1, (2000), S. 25–57

## Einzelbelege
1. ↑  Caroline Elkins in der Notable Names Database, abgerufen am 9. September 2022 (englisch)
2. ↑  Caroline M. Elkins - Faculty & Research - Harvard Business School. Abgerufen am 9. September 2022.
3. ↑  Briten bedauern Mau-Mau-Krieg. 6. Juni 2013, abgerufen am 10. September 2022.

| Personendaten    | Personendaten                                    |
| ---------------- | ------------------------------------------------ |
| NAME             | Elkins, Caroline                                 |
| ALTERNATIVNAMEN  | Elkins, Caroline M.; Fox, Caroline (Geburtsname) |
| KURZBESCHREIBUNG | US-amerikanische Historikerin                    |
| GEBURTSDATUM     | 30. Mai 1969                                     |
| GEBURTSORT       | Ocean Township, New Jersey                       |